# Anna Wanda Głębocka
Anna Wanda Głębocka – polska dziennikarka, prezenterka i spikerka Telewizji Polskiej od drugiej połowy lat 70. do połowy lat 90. XX wieku. 
Związana początkowo z obiema antenami TVP. Po ich zróżnicowaniu w latach 80. pracowała w TVP 1, a w latach 90. przez 3 lata w TV Polonia. Była członkiem Międzynarodowej Kapituły Orderu Uśmiechu.

## Kariera
Z telewizją miała kontakt na III roku studiów. Pracowała w TVP Wrocław jako prezenterka i prowadząca program młodzieżowy, w tym czasie ukończyła studia. Prowadziła Dni Polskie, które były organizowane z okazji 22 lipca. Przygotowywała niewielkie materiały do magazynu lotniczego. Pracowała też dla innych magazynów. W Warszawie była na stażu dziennikarskim, a następnie pracowała jako dziennikarka. W TVP prowadziła programy m.in.: Koncert życzeń, Sportowa pozycja wspólnie z Tomaszem Hopferem, a także losowanie totolotka. Była gospodynią festiwalów w Opolu, Kołobrzegu i Zielonej Górze. 30 listopada 1988 zapowiadała debatę pomiędzy Alfredem Miodowiczem i Lechem Wałęsą. W 1994 rozpoczęła także współpracę z TVP Polonia. Prowadziła programy autorskie Listy od telewidzów i Śniadanie z Anną Wandą Głębocką. Prowadziła bale polonijne. W 1999 odeszła z pracy na Woronicza. Po odejściu z TVP prowadziła koncerty charytatywne.

## Życie prywatne
Wychowywała się we Wrocławiu. W trakcie studiów wyszła za mąż, za lekarza stomatologa. Ukończyła studia na kierunku psychologii na Uniwersytecie Wrocławskim. Mieszkała w Warszawie, obecnie mieszka w Konstancinie-Jeziornie.